# Платформізм
Платформізм — напрям наукової думки, тенденція в анархістському русі. Він наголошує на необхідності міцного об'єднання анархістських організацій, які здатні впливати на робітничий клас і селянські рухи. Ідеї, які стали попередниками платформізму, можна знайти в роботах Михайла Бакуніна.
«Платформістські» групи відкидають модель ленінського авангардизму. Вони спрямовані, натомість, на те, щоб «зробити ідеї анархізму провідними ідеями в межах класової боротьби». Чотири основні організаційні засади, за якими анархістської організації повинні діяти відповідно до платформізму: єдність ідеології, єдність тактики чи колективний метод дії, колективна відповідальність і федералізм.
Загалом платформістські групи прагнуть здобути якомога ширший вплив анархістських ідей і методів на робітничий клас і селянство. У другій половині 20-го століття в Південній Америці виник напрям в анархізмі названий еспецифізмо (ісп. especifismo від especificar — визначати, встановлювати, специфікувати), який в значній мірі сприйняв ідеї платформізму. Еспецифісти і платформісти орієнтуються переважно на «простих» людей, а не на крайнє ліве середовище. Як правило, це спричиняє готовність працювати в суспільних чи політичних «кампаніях одного питання», в профспілках та громадських групах, і боротися за негайні реформи, поєднуючи вказані заходи із проєктом розвитку масової свідомості і організаційної структури. Тому вони відкидають підходи, які на їхню думку, будуть перешкоджати цьому, як-от повстанський анархізм, а також «погляди, які відкидають діяльність в профспілках» або антиімперіалістичних рухах.
Назва «платформісти» походить від документу Організаційна Платформа Всезагального Союзу Анархістів (проєкт) (Организационная платформа всеобщего союза анархистов (проєкт). Группа Русских Анархистов Заграницей (Махно, Метт, Аршинов, Валевски, Лински)), надрукованого в 1926 р. в журналі Групи Російських Анархістів Закордоном «Дело Труда». Авторами Платформи були Нестор Махно, Петро Аршинов, а також російські анархісти Іда Метт, Лінський, польський анархіст Валевський.
Група, що складалася з російських анархістів у вигнанні, які були ветеранами 1917 Жовтневої революції 1917 р., (зокрема, Нестор Махно, який відігравав провідну роль у анархістської революції в Україні 1918–1921 років), заснували Платформу на їхньому досвіді революції, кінцевим підсумком якої стала перемога більшовиків над анархістами та іншими групами революціонерів. Платформа намагалася вирішити і пояснити невдачі анархістського руху під час російської революції 1917 р. за межами України.
Документ отримав як схвалення так і критику з боку анархістів всього світу і викликав широку дискусію в анархістському русі.
Сучасний «платформізм» є важливою течією в міжнародному анархізмі. Близько тридцяти анархо-комуністичних, платформістських і еспецифістських груп пов'язані одна з одною в проєкт Anarkismo.net за допомогою однойменного сайту http://www.anarkismo.net, в тому числі групи з Африки, Латинської Америки, Північної Америки та Європи. Принаймні, з точки зору кількості дочірніх організацій, мережа Anarkismo більша, ніж інші анархістські міжнародні організації, такі як Міжнародна федерація анархістів (International of Anarchist Federations) і Міжнародна асоціація трудящих (International Workers' Association). Однак вона не є формально «міжнародною» і не має наміру конкурувати з вказаними структурами.

## Організаційні принципи
В розділі «Організаційна частина» Платформи вказано:

| Завдання її [Платформи] - згрупувати навколо себе всі здорові сили анархічного руху в одну загальну, активну і постійно діючу організацію, у Всезагальний Союз Анархістів.[6] |
Платформа описує чотири основні організаційні засади Всезагального Союзу Анархістів:
1) Єдність ідеології — «Ідеологія є силою, що направляє діяльність окремих осіб та окремих організацій по визначеному шляху і до певної мети. Вона … повинна бути єдиною для всіх осіб, та організацій, що входять в загальний Союз. Діяльність загальноанархічного Союзу … постійно повинна знаходитися в точному зв'язку зі сповідуваними ним ідеологічними засадами.»
2) Єдність тактики чи колективний метод дії — «Загальна (єдина) тактична лінія в русі має вирішальне значення для життя організації і всього руху: вона звільняє рух від засмоктуючої його трясовини множинних, взаємно-знищуючих тактик і групує всі його сили на одному певному напрямку, який веде до певної мети.»
3) Колективна відповідальність — «Області революційного і соціально-політичного життя є насамперед областями глибоко колективними по суті. Революційна громадська діяльність в цих областях не може базуватися на особистій відповідальності окремих працівників.
Виконавчий орган загального анархічного руху — Анархічний Союз — рішуче виступає проти тактики безвідповідального індивідуалізму, вводить у своїх рядах принцип колективної відповідальності: за революційно-політичну діяльність кожного члена Союзу відповідальний весь Союз; точно так само за революційно-політичну діяльність всього Союзу відповідальний кожен його член.»
4) Федералізм — «На противагу централізму анархізм завжди висував і відстоював принцип федералізму, в якому поєднувалися незалежність особистості або організації, їх ініціатива і служіння спільній справі.»